# Celia Viveros
Aurora Celia Viveros Torres (Ciudad de México, 17 de marzo de 1922-Ciudad de México, 21 de noviembre de 1979), conocida como Celia Viveros, fue una actriz y comediante mexicana, popularmente reconocida en el ámbito artístico por sus participaciones en numerosas películas junto a los también actores cómicos, Germán Valdés «Tin-Tan», Adalberto Martínez «Resortes», Antonio Espino «Clavillazo», y el dúo Viruta y Capulina.

## Biografía y carrera

### Primeros años
Aurora Celia Viveros Torres nació el 17 de marzo de 1922 en Ciudad de México. Siendo una niña, debutó como actriz infantil en la carpa Tanis. De esta forma, su carrera actoral comenzó en las carpas, acompañando a distintos comediantes de su época, como Jesús Martínez «Palillo», Germán Valdés «Tin-Tan», Roberto «El Panzón» Soto, Adalberto Martínez «Resortes», Antonio Espino «Clavillazo» y Joaquín García «Borolas».

### Trayectoria actoral
En teatro, destacó por su trabajo en obras como Unidas por el eje, Bazar internacional, Señoritas al servicio, Cada quien su vida, y Las ficheras. 
Dentro del cine, algunos de sus proyectos más importantes incluyen, Una gallega baila mambo (1951), Ahí vienen los gorrones (1953), Dios los cría (1953), El águila negra (1954), El vividor (1956), El chismoso de la ventana (1956), Yo quiero ser artista (1958), El proceso de las señoritas Vivanco (1961), Barridos y regados (1963), Especialista en chamacas (1965), El aviso inoportuno (1969), Calzonzin inspector (1974), y Ante el cadáver de un líder (1974).

## Muerte
El 21 de noviembre de 1979, Viveros falleció en Ciudad de México a los 57 años de edad. Su cuerpo fue enterrado dentro de la parcela de la Asociación Nacional de Actores (ANDA) del Panteón Jardín, ubicado en la misma ciudad.

## Filmografía

### Cine
| Año  | Título                                    | Papel                         | Notas                           |
| ---- | ----------------------------------------- | ----------------------------- | ------------------------------- |
| 1949 | Novia a la medida                         | Virtudes                      | Acreditada como Leandro y Celia |
| 1951 | En carne viva                             | Lola                          |                                 |
| 1951 | Una gallega baila mambo                   | Maurelia                      |                                 |
| 1951 | Especialista en señoras                   | Personaje desconocido         |                                 |
| 1951 | Mujeres de teatro                         | Vendedora de ropa             |                                 |
| 1952 | No niego mi pasado                        | Mujer en cabaret              | No acreditada                   |
| 1952 | La noche es nuestra                       | Palmira                       |                                 |
| 1952 | Mujeres sacrificadas                      | Maestra                       |                                 |
| 1953 | Quiero vivir                              | Angélica                      |                                 |
| 1953 | Ahí vienen los gorrones                   | Eufrosina                     |                                 |
| 1953 | Dios los cría                             | Lupe                          |                                 |
| 1954 | El águila negra                           | Nana                          |                                 |
| 1954 | Sindicato de telemirones                  | Personaje desconocido         |                                 |
| 1955 | A los cuatro vientos                      | Rosa, sirvienta               | No acreditada                   |
| 1956 | Pura vida                                 | Margot / Margarita            |                                 |
| 1956 | Club de señoritas                         | Margarita                     |                                 |
| 1956 | El vividor                                | Victoria Sánchez              |                                 |
| 1956 | El médico de las locas                    | Personaje desconocido         | No acreditada                   |
| 1956 | Vivir a todo dar                          | Personaje desconocido         | No acreditada                   |
| 1956 | El chismoso de la ventana                 | Doña Pancha                   |                                 |
| 1957 | Amor del bueno                            | Petra                         |                                 |
| 1957 | El organillero                            | La duquesa                    |                                 |
| 1957 | El gallo colorado                         | Personaje desconocido         |                                 |
| 1958 | La feria de San Marcos                    | María José                    |                                 |
| 1958 | Échenme al gato                           | Doña Remigia                  | No acreditada                   |
| 1958 | Viaje a la Luna                           | Josefina                      |                                 |
| 1958 | Mujer en condominio                       | Empleada en salón de belleza  | No acreditada                   |
| 1958 | Yo quiero ser artista                     | Florita                       |                                 |
| 1958 | Manos arriba                              | Doña Emilita                  | No acreditada                   |
| 1958 | El castillo de los monstruos              | Dueña de casa de huéspedes    | No acreditada                   |
| 1959 | La vida de Agustín Lara                   | Sirvienta del coronel         | No acreditada                   |
| 1959 | Kermesse                                  | Estela                        |                                 |
| 1959 | México nunca duerme                       | Anunciadora en cabaret        | No acreditada                   |
| 1959 | El ciclón                                 | Remigia                       |                                 |
| 1959 | Escuela de verano                         | Albertina                     |                                 |
| 1959 | Vivir del cuento                          | Chofi                         |                                 |
| 1960 | El gran pillo                             | Mujer en delegación           | No acreditada                   |
| 1960 | El tesoro de Chucho el Roto               | Tía Carolina                  |                                 |
| 1960 | Las cuatro milpas                         | Chayito                       |                                 |
| 1960 | Vuelta al paraíso                         | Micaela                       |                                 |
| 1960 | Vivo o muerto                             | Lupita                        |                                 |
| 1960 | Ni hablar del peluquín                    | Personaje desconocido         |                                 |
| 1960 | El dolor de pagar la renta                | Doña Chole                    |                                 |
| 1961 | El proceso de las señoritas Vivanco       | Presa                         |                                 |
| 1961 | El tiro de gracia                         | Pueblerina chismosa           | No acreditada                   |
| 1961 | Vámonos para la feria                     | Chonita                       |                                 |
| 1961 | Las Leandras                              | Aurora                        |                                 |
| 1961 | ¿Dónde estás, corazón?                    | Chaparra                      |                                 |
| 1962 | El rayo de Jalisco                        | Lupe                          |                                 |
| 1962 | El centauro del norte                     | Personaje desconocido         |                                 |
| 1962 | La bandida                                | Amparito                      |                                 |
| 1962 | El látigo negro contra los farsantes      | Doña Paz                      | No acreditada                   |
| 1962 | La edad de la inocencia                   | Titiretera                    |                                 |
| 1962 | El asaltacaminos                          | Doña Emilia                   | No acreditada                   |
| 1962 | Lástima de ropa                           | Jugadora de ruleta            |                                 |
| 1962 | Juramento de sangre                       | Lupe                          |                                 |
| 1963 | Dos gallos y dos gallinas                 | Personaje desconocido         |                                 |
| 1963 | La casa de los espantos                   | Lupita                        |                                 |
| 1963 | Aventuras de las hermanas X               | Personaje desconocido         |                                 |
| 1963 | Santo contra el cerebro diabólico         | La Jarocha                    |                                 |
| 1963 | Jugándose la vida                         | Pasajera de taxi              | No acreditada                   |
| 1963 | Los parranderos                           | Personaje desconocido         | No acreditada                   |
| 1963 | Échenme al vampiro                        | Lupe                          |                                 |
| 1963 | Las vengadoras enmascaradas               | Personaje desconocido         | No acreditada                   |
| 1963 | Qué bonito es querer                      | Personaje desconocido         |                                 |
| 1963 | Tres palomas alborotadas                  | Doña Tecla                    |                                 |
| 1963 | Barridos y regados                        | Personaje desconocido         |                                 |
| 1963 | El mariachi canta                         | Socorro                       |                                 |
| 1963 | Dos alegres gavilanes                     | Toña                          |                                 |
| 1964 | Dos inocentes mujeriegos                  | Toñita                        |                                 |
| 1964 | Los amores de Marieta - Los Fabulosos 20s | Doña Rosa                     |                                 |
| 1964 | Las invencibles                           | Personaje desconocido         |                                 |
| 1964 | La edad de piedra                         | Petrita                       |                                 |
| 1965 | Un hombre en la trampa                    | Vendedora de muñecas          | No acreditada                   |
| 1965 | Canta mi corazón                          | Petra, criada                 |                                 |
| 1965 | Diablos en el cielo                       | Madre de Sara                 |                                 |
| 1965 | Las lobas del ring                        | Malena, la Poeta              |                                 |
| 1965 | Para todas hay                            | Personaje desconocido         |                                 |
| 1965 | Especialista en chamacas                  | Personaje desconocido         |                                 |
| 1965 | La alegría de vivir                       | Cata                          |                                 |
| 1966 | Esta noche no                             | Isidra, criada                | No acreditada                   |
| 1966 | El ángel y yo                             | Doña Chole                    |                                 |
| 1967 | Un dorado de Pancho Villa                 | Lavandera villista            |                                 |
| 1968 | Sor ye-yé                                 | Sirvienta                     | No acreditada                   |
| 1968 | Corona de lágrimas                        | Doña Inés, vecina de Remedios |                                 |
| 1969 | Mi padrino                                | Comadre de Capulina           |                                 |
| 1969 | El aviso inoportuno                       | Mesera                        |                                 |
| 1970 | Misión cumplida                           | Comadre / Mujer de Zenobio    |                                 |
| 1970 | Confesiones de una adolescente            | Personaje desconocido         |                                 |
| 1970 | Capulina corazón de león                  | Portera                       |                                 |
| 1970 | El quelite                                | Sra. Talamantes               |                                 |
| 1971 | El águila descalza                        | Amante de comisaria           |                                 |
| 1972 | La pequeña señora de Pérez                | Personaje desconocido         |                                 |
| 1973 | El sargento Pérez                         | Tía de Clarita                |                                 |
| 1974 | Calzonzin inspector                       | Personaje desconocido         |                                 |
| 1974 | Ante el cadáver de un líder               | Madre de Clara                |                                 |
| 1977 | Deportados                                | Hermana de narcotraficante    |                                 |
| 1977 | Como gallos de pelea                      | Personaje desconocido         |                                 |
| 1977 | La cariñosa motorizada                    | Personaje desconocido         |                                 |
| 1978 | Los amantes fríos                         | Mujer 2                       | Segmento: «Los Amantes fríos»   |
| 1979 | El sexo me da risa                        | Personaje desconocido         |                                 |

### Televisión
| Año  | Título                | Papel |
| ---- | --------------------- | ----- |
| 1964 | Central de emergencia | Bruja |